# Milan Leccese
Pour l’article homonyme, voir Leccese.
Milan Leccese, né le 30 novembre 2008 à Marseille (Bouches-du-Rhône), est un footballeur français qui évolue au poste de milieu de terrain dans les catégories jeunes de l'Olympique de Marseille. Il est annoncé comme un des plus grands espoirs de sa génération, les spécialistes comparent ce joueur à  Andrea Pirlo, Modric.[réf. nécessaire]

## Biographie

### En sélections nationales
Leccese est international junior avec l'équipe de France des moins de 17 ans à partir d'octobre 2024.
En 2025, il est convoqué pour participer à la phase finale du Championnat d'Europe des moins de 17 ans 2025 en Albanie. La France atteint la finale de la compétition après l'avoir emporté trois buts à deux face à la Belgique.

## Palmarès

### En sélection
France -17 ans
- Championnat d'Europe
  -  Finaliste en 2025.